# 天囷四
鯨魚座μ，又名BD+09 359，HD 17094、SAO 110723、HR 813，是鯨魚座的一颗恒星，视星等为4.27，位于銀經163.25，銀緯-43.7，其B1900.0坐标为赤經2h 39m 32.1s，赤緯+9° -43.7′ 31″。